# Endothiodon
Endothiodon és un gènere extint de sinàpsids que visqueren durant el Permià mitjà i superior a Àfrica, Sud-amèrica i el subcontinent indi, que en aquell temps formaven part del sud del supercontinent de Gondwana. Se n'han trobat restes fòssils al Brasil, Malawi, l'Índia, Sud-àfrica, Tanzània i Zàmbia. Igual que els altres dicinodonts, era un animal herbívor. El nom genèric Endothiodon deriva dels mots grecs antics ἔνδοθι (éndothi), que significa ‘dintre’, i ὀδών (odon), que significa ‘dent’, i en el seu conjunt vol dir ‘dent interna’.